# Slag bij Melantias
De Slag bij Melantias was een veldslag tussen het Byzantijnse Rijk en de Kutriguren in 559 en resulteerde in een overwinning voor de Byzantijnen. Het was tevens de laatste veldslag waarin generaal Belisarius een leger in aanvoerde.

## Aanloop
De Donau-grens vormde al langere tijd een zwakke plek in de verdediging van het Byzantijnse Rijk. Na invasies van de Slaven en de Hunnen kreeg het Byzantijnse Rijk in 559 te maken met een nieuwe invasie. Ditmaal van de Kutriguren die onder de leiding stonden van Zabergan. Het leger reisde door de provincies Moesië en Scythia Minor voordat het Thracië bereikte. Aldaar splitsten de Kutriguren zich op, een deel trok op richting Griekenland en het andere deel, onder leiding van Zabergan, richting Gallipoli. Volgens Agathias Scholastikos had Zabergan het plan opgevat om het rijke Klein-Azië binnen te vallen en toen de Kutriguren de vervallen Muur van Anastasius passeerde werd de dreiging voor Constantinopel groot.
Volgens Agathias was het Byzantijnse leger voorafgaand aan het 559 flink uitgedund door keizer Justinianus I. Zo was het aantal van 645.000 man teruggelopen tot 150.000 soldaten. Daarnaast had de keizer het aantal troepen in zijn hoofdstad flink laten dalen doordat hij weigerde om hun soldij te betalen. Hierdoor waren er nauwelijks gevechtsklare soldaten in Constantinopel. Belisarius kreeg de taak om de stad te verdedigen tegen de Kutriguren en hij wist driehonderd veteranen uit zijn Italiaanse oorlogen te verzamelen voor de strijd.
Nabij het dorp Chettus, niet ver van Melantias, liet Belisarius de boeren en burgers een greppel graven rondom zijn kampement. Vervolgens liet hij vele vuren in zijn kamp aansteken om op die manier zijn tegenstander het idee te geven dat ze met een groot leger te maken hadden.

## Slag
Zabergan splitste zich met tweeduizend man af van de rest van zijn leger en trok op richting het kamp van Belisarius. Belisarius splitste zijn legertje op in drie afzonderlijke groepen van honderd man. Hij gaf twee van deze divisies de opdracht om zich op te stellen aan de andere zijde van een dal in de bossen. Toen het leger van Zabergan het dal had bereikt viel Belisarius hem aan met zijn honderd man. Belisarius had ook het bevel gegeven dat de meegereisde boeren en burgers zoveel mogelijk geluid moesten maken om de Kutriguren bang te maken. Toen ook de andere Byzantijnse divisies de Kutriguren in de flanken aanvielen en dit voor de nodige onrust zorgde, sloegen de Kutriguren op de vlucht.
Belisarius ging in de achtervolging en leidde deze op een ordentelijke wijze. Hij stond de Kutriguren niet toe dat ze zich hergroepeerden en zo in de tegenaanval konden gaan. Ze vluchtten verder weg zonder enige tegenstand te bieden.

## Nasleep
Zabergan en zijn overgebleven Kutriguren trokken weg. Ook de Kutriguren bij Gallipoli werden verslagen door Germanus. Ondanks deze tegenslagen weigerde Zabergan om het Byzantijns grondgebied te verlaten. Hij vroeg eerst om losgeld voor de gemaakte gevangenen voor hij weer de Donau overtrok. Bij terugkomst in Constantinopel werd Belisarius door de inwoners van de stad geprezen voor zijn rol in de verdediging van de stad.